# Sinfónica de Seattle
La Sinfónica de Seattle es una orquesta estadounidense con sede en Seattle. Desde 1998, la orquesta ofrece sus conciertos en el Benaroya Hall. La orquesta también acompaña la mayoría de las producciones de la Ópera de Seattle, además de sus propios conciertos.

## Historia

### Comienzos
La orquesta dio su primera actuación el 29 de diciembre de 1903, con la dirección de Harry West. Conocida desde su fundación como Seattle Symphony, fue renombrada en 1911 como la Orquesta Filarmónica de Seattle. En 1919, la orquesta fue reorganizada con nuevos estatutos bajo el nombre de Seattle Symphony Orchestra. La temporada 1921-22 fue cancelada debido a problemas financieros. La orquesta fue revivida en 1926 bajo la dirección de Karl Krueger.

## Directores musicales
- Harry West (1903-1907)
- Michael Kegrize (1907-1909)
- Henry Hadley (1909-1911)
- John Spargur (1911-1921)
- Karl Krueger (1926-1932)
- Basil Cameron (1932-1938)
- Nikolai Sokoloff (1938-1941)
- Thomas Beecham (1941-1944)
- Carl Bricken (1944-1948)
- Eugene Linden (1948-1950)
- Manuel Rosenthal (1950-1951)
- Milton Katims (1954-1976)
- Rainer Miedél (1976-1983)
- Gerard Schwarz (1985-2011)
- Ludovic Morlot (2011–2019)
- Thomas Dausgaard (2019)

## Salas de concierto
- 1903-1905 Christensen Hall, Arcade Building
- 1905-1907 Grand Opera House
- 1907-1911 Moore Theatre
- 1911-1919 Metropolitan Theatre
- 1919-1921 Meany Hall for the Performing Arts
- 1926-1938 Metropolitan Theatre
- 1938-1945 Music Hall
- 1945-1949 Moore Theatre
- 1949-1950 Meany Hall for the Performing Arts
- 1950-1953 Seattle Civic Auditorium
- 1953-1955 Orpheum Theatre
- 1955-1956 Moore Theatre
- 1956-1962 Orpheum Theatre
- 1962-1998 Seattle Opera House
- 1998–presente Benaroya Hall